# Felix Prigan
Felix Prigan (* 23. Januar 1999) ist ein deutscher Fußballschiedsrichter.

## Karriere
Prigan stammt aus Deizisau und ist als Schiedsrichter für den Verein TSV Deizisau im Württembergischen Fußballverband aktiv.
Seine Schiedsrichterlaufbahn begann er im Alter von 13 Jahren. 2020 stieg Prigan von der Oberliga Baden-Württemberg in die Regionalliga Südwest, zur Saison 2023/24 wiederum in die 3. Liga auf. Dort fand seine erste Spielleitung am 16. September 2023 bei einer Begegnung zwischen Borussia Dortmund II und Viktoria Köln statt.
Nach zehn in seiner ersten Drittligasaison geleiteten Spielen wurde Prigan für die darauffolgende Saison 2024/25 in den Schiedsrichterkader der 2. Bundesliga berufen.
In der 2. Bundesliga wurde er, wie auch in der 3. Liga und dem DFB-Pokal, zuvor bereits als Linienrichter und als Vierter Offizieller eingesetzt.